# Chaetobranchopsis
Chaetobranchopsis – rodzaj słodkowodnych ryb okoniokształtnych z rodziny pielęgnicowatych (Cichlidae).

## Występowanie
Ameryka Południowa

## Klasyfikacja
Gatunki zaliczane do tego rodzaju:
- Chaetobranchopsis australis Eigenmann & Ward, 1907
- Chaetobranchopsis orbicularis (Steindachner, 1875)